# Transporter Classification Database
Die Transporter Classification Database (TCDB) ist die von der International Union of Biochemistry and Molecular Biology (IUBMB) anerkannte Klassifizierung für Membrantransport-Proteine. Das Klassifizierungssystem wurde analog zu dem EC-Nummer-System zur Klassifizierung von Enzymen konzipiert.
Die Kurzform der Einordnung hat die Form a.B.c.d.e, wobei Kleinbuchstaben Zahlen darstellen. Von links nach rechts handelt es sich um Transporter-Klasse, -Subklasse und -Familie sowie -Subfamilie und -Substrat(bereich). Die Einordnung von Orthologen und Paralogen erfolgt also unter derselben Nummer.